# 希氏櫛鱗鰨
希氏櫛鱗鰨為輻鰭魚綱鰈形目鰨亞目鰨科的其中一種，為亞熱帶海水魚，分布於西印度洋南非海域，棲息深度15-39公尺，體長可達8.7公分，棲息在底層水域，生活習性不明。